# Gabriel Maunoury
Pour les articles homonymes, voir Maunoury.
Victor Gabriel Maunoury est un homme politique français né le 5 octobre 1850 à Chartres (Eure-et-Loir) où il est mort le 5 janvier 1926.

## Biographie

### Famille
Il est le fils d'Alphonse Maunoury, docteur en médecine à Maintenon puis à Chartres où il est chirurgien de l'hôpital, et de Marie Armandine Joséphine Boullé.
Son frère aîné est le maréchal Maunoury (1847-1923) et il a pour cousin Maurice Maunoury (1863-1925), ministre de l'Intérieur.

### Formation et carrière professionnelle
Après le collège de Chartres, il fait des études de médecine à Paris et devient interne des hôpitaux de Paris.
À la suite de l'insurrection bulgare d'avril 1876, il part de Paris le 31 août 1877 pour Constantinople avec des médicaments et des instruments médicaux et y arrive le 8 septembre. Le 12 septembre 1877, il part pour Andrinople, aujourd'hui Edirne (Turquie), où se réfugient tour à tour Musulmans et Bulgares, selon que leurs villages sont occupés par les Russes ou par les Turcs. Le 14 septembre 1877, il part installer une ambulance (hôpital de secours) à Philippopoli, aujourd'hui Plovdiv (Bulgarie), où, sous l'égide du Croissant rouge, il y opère (extractions de balles, d'esquilles, amputations, résections) et soigne les blessés Turcs, pour la plupart des fantassins d'Anatolie, dans les combats de Schipka, puis part à Plewna. Le 7 octobre 1877, il quitte Philippopoli pour diriger une ambulance volante et arrive le 12 à Sofia et le 16 à Orkhanié où tout le pays est livré au pillage par les Tcherkesses dans des villages pour la plupart abandonnés de leurs habitants.
Il retourne à Constantinople et s'embarque pour la France le 19 janvier 1878. Gabriel Maunoury envoie des rapports au Comité français de secours aux blessés et aux victimes de la guerre d'Orient, témoignant de la difficulté de soigner les blessés sur place et de les évacuer.
En 1878, il est nommé chirurgien de l'hôtel-Dieu de Chartres et devient en 1904 associé de l'Académie nationale de médecine. Il est également correspondant de la Société de chirurgie de Paris.

### Vie politique
Il est d'abord conseiller municipal de Chartres, puis, en 1909 il est élu conseiller général d'Eure-et-Loir dans le canton de Chartres-Sud ; il est ensuite député d'Eure-et-Loir de 1912 à 1924, siégeant à droite.

## Hommages
- La rue qui dessert l'hôtel-dieu de Chartres porte le nom de Docteur-Maunoury et une stèle coiffée de son buste, sculpté par Paul Richer[3], est située à l'angle des rues Docteur-Maunoury et Gabriel-Lelong ;

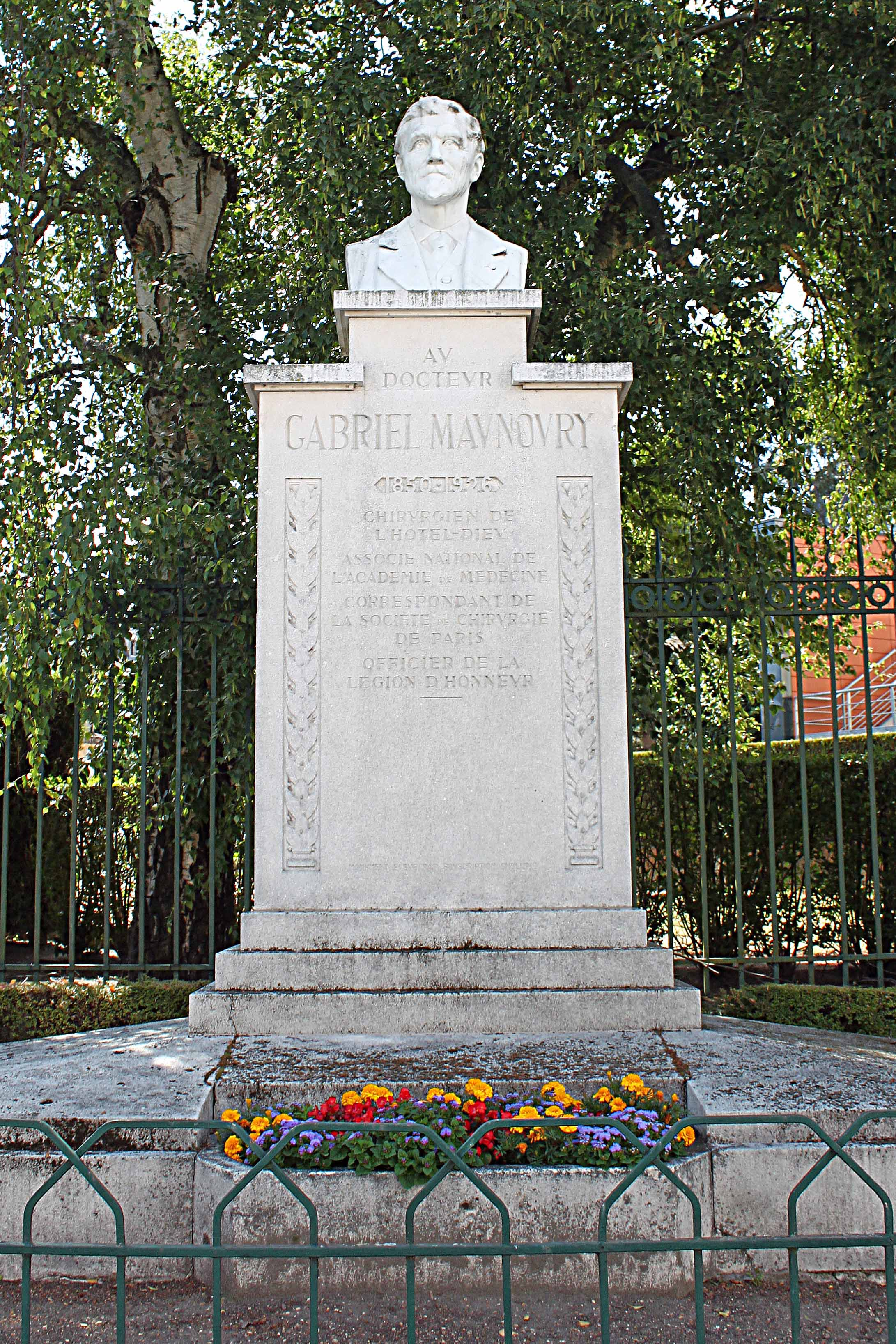
Au docteur Gabriel Maunoury, buste de Paul Richer.

- Sa maison, sise 26 rue du Docteur-Maunoury à Chartres, abrite aujourd'hui des chambres d'hôtes. Dans la cage d'escalier, vous trouverez des photos de la construction en 1900 de cet hôtel particulier, mentionnant le nom de l'architecte et de toutes les personnes qui l'ont construit.

## Sources
- « Gabriel Maunoury », dans le Dictionnaire des parlementaires français (1889-1940), sous la direction de Jean Jolly, PUF, 1960 [détail de l’édition]